# مونتروز (جورجيا)
مونتروز (بالإنجليزية: Montrose, Georgia)‏ هي بلدة تقع في مقاطعة لورنز، جورجيا بولاية جورجيا في الولايات المتحدة. تبلغ مساحتها 4.2 (كم²)، وترتفع عن سطح البحر 117 م، بلغ عدد سكانها 154 نسمة في عام 2000 حسب إحصاء مكتب تعداد الولايات المتحدة وتصل الكثافة السكانية فيها 36.7 نسمة/كم2.

## وصلات خارجية
- The US50 - Cities and Towns in Georgia State
- Georgia Cities and Towns, Facts, Map, Flag, Colleges, Government, and More